# Pantolyta atrata
Pantolyta atrata är en stekelart som beskrevs av Förster 1861. Pantolyta atrata ingår i släktet Pantolyta, och familjen hyllhornsteklar. Arten är reproducerande i Sverige.